# 808s & heartbreak
808's & Heartbreak er Kanye West's 4. album. Han har valgt at gøre brug af den efterhånden velkendte Auto-Tune, på hvert eneste nummer på pladen. 808's refererer til trommerne, som han benytter sig en del af, og Heartbreak refererer åbenlyst til en form for dyb sorg (heriblandt hans for nylig afdøde mor.)

## Spor
1. "Say You Will" Kanye West 6:18
2. "Welcome to Heartbreak" (feat. Kid Cudi) Kanye West, Jeff Bhasker*, Plain Pat* 4:23
3. "Heartless" Kanye West, No I.D.* 3:31
4. "Amazing" (feat. Young Jeezy) Kanye West, Jeff Bhasker* 3:58
5. "Love Lockdown" Kanye West, Jeff Bhasker* 4:30
6. "Paranoid" (feat. Mr Hudson) Kanye West, Jeff Bhasker*, Plain Pat* 4:38
7. "RoboCop" Kanye West 4:34
8. "Street Lights" Kanye West, Mr. Hudson* 3:10
9. "Bad News" Kanye West 3:59
10. "See You in My Nightmares" (feat. Lil Wayne) Kanye West, No I.D.* 4:18
11. "Coldest Winter" Kanye West, Jeff Bhasker*, No I.D.* 2:44
12. "Pinocchio Story" (freestyle live fra Singapore, hidden track) Kanye West 6:02